# 카를로스 솔레르
카를로스 솔레르 바라간(스페인어: Carlos Soler Barragán, 1997년 1월 2일 ~ )은 스페인의 축구 선수이다. 현재 잉글랜드 프리미어리그의 웨스트햄 유나이티드에서 뛰고 있다.